# لوك بالكستاين
لوك بالكستاين (بالهولندية: Luuk Balkestein)‏ هو لاعب كرة قدم هولندي في مركز الدفاع، ولد في 9 أبريل 1954 في آبلدورن في هولندا. شارك مع منتخب هولندا لكرة القدم. أما مع النوادي، فقد لعب مع سبارتا روتردام وفاينورد.

## وصلات خارجية
- لوك بالكستاين على موقع قاعدة بيانات كرة القدم.إي يو (الإنجليزية)
- لوك بالكستاين على موقع ناشيونال فوتبول تيمز (الإنجليزية)
- لوك بالكستاين على موقع عالم كرة القدم.نت (الإنجليزية)